# Айлика Саксонска
Айлика (на немски: Eilika von Sachsen, * ок. 1081, † 16 януари 1142) е след женитбата си графиня на Баленщет.
Тя е дъщеря на саксонския херцог Магнус от род Билунги и на София Унгарска, дъщеря на унгарския крал Бела I (Арпади).
Айлика се омъжва за Ото Богатия († 1123), граф на Баленщет от род Аскани. Тя ражда един син и една дъщеря:
- Албрехт Мечката (* 1100, † 18 ноември 1170), основател на Маркграфство Бранденбург и първият маркграф (1157–1170)
- Аделхайд († 1139), омъжва се за Хайнрих IV фон Щаде от маркграф на Северната марка и след като той умира през 1128 г. за Вернер III, граф на Остербург, от род Велтхайм.

След нейната смърт половината от собствеността на Билунгите е наследена от Асканите.